# Aegle semicana
Aegle semicana är en fjärilsart som beskrevs av Eugen Johann Christoph Esper 1798. Aegle semicana ingår i släktet Aegle och familjen nattflyn, Noctuidae. En underart finns listad i Natural History Museums The Global Lepidoptera Names Index, Aegle semicana mimetes Brandt, 1938.